# 金沢中野
金沢中野（かねざわなかの）は、秋田県横手市の大字。郵便番号013-0814。人口は953人、世帯数は297世帯（2020年10月1日現在）。住居表示は全域で未実施。旧仙北郡金沢町大字金沢中野、旧仙北郡金沢中野村に相当する。

## 地理
横手市の北部に位置しており、北西で仙北郡美郷町、北で金沢、南で安本・杉沢と隣接する。北端を厨川が西に流れ、中央部を国道13号が南北に縦貫しており、北部で旧道と分岐、バイパスとして北北西に伸びている。国道沿いには新町、旧道沿いには化石・根小屋の集落があり、ここに人家が集中している。北西端の一部と東部は丘陵地帯で占められており、この一角に金沢柵跡の推定地である金沢公園がある。西部は厨川や杉沢川の支流によって形成された扇状地で、水田地帯が広がっており、三貫堰・中野新田・十二姓の集落が散在する。
西部の一帯は後三年合戦の古戦場として知られており、西沼付近にある丘では、源義家軍が雁の乱れ飛ぶ姿を見て伏兵がいるのを察知したとの言い伝えがあり、後にこの丘は立馬郊と呼ばれるようになり、公園として整備されている。また、西沼には後三年合戦をテーマにした歴史公園・平安の風わたる公園が整備されている。
全域が都市計画区域に含まれるが、区域区分非設定区域となっている。都市計画法上の用途地域には指定されていない。

### 小字
2024年（令和6年）10月5日時点での「横手市（秋田地方法務局大曲支局）登記所備付地図データ」、デジタル庁公表の「アドレス・ベース・レジストリ」の「秋田県 横手市 町字マスター（フルセット） データセット」、横手市公表のオープンデータによれば、金沢中野の小字は以下の通りである。
| 町・字   | 町・字       | 出典 | 出典         | 出典       |
| 大字     | 小字         | 登記 | 町字マスター | 行政区一覧 |
| -------- | ------------ | ---- | ------------ | ---------- |
| 金沢中野 | 字青葉田     | ○    | ○            | ○          |
| 金沢中野 | 字ヌカリケ沢 | ○    | ○            | ○          |
| 金沢中野 | 字鞍石山     | ○    | ○            | ○          |
| 金沢中野 | 字鞍石沢     | ○    | ○            | ○          |
| 金沢中野 | 字姥ケ沢     | ○    | ○            | ○          |
| 金沢中野 | 字下袖ケ沢   | ○    | ○            | ○          |
| 金沢中野 | 字下矢来沢   | ○    | ○            | ○          |
| 金沢中野 | 字丸森       | ○    | ○            | ○          |
| 金沢中野 | 字岩瀬沢     | ○    | ○            | ○          |
| 金沢中野 | 字岩辺繰     | ○    | ○            | ×          |
| 金沢中野 | 字宮ノ目     | ○    | ○            | ×          |
| 金沢中野 | 字金洗沢     | ○    | ○            | ○          |
| 金沢中野 | 字金沢       | ○    | ○            | ×          |
| 金沢中野 | 字熊森       | ○    | ○            | ×          |
| 金沢中野 | 字権五郎塚   | ○    | ○            | ○          |
| 金沢中野 | 字根小屋     | ○    | ○            | ○          |
| 金沢中野 | 字三貫堰     | ○    | ○            | ○          |
| 金沢中野 | 字十二牲     | ○    | ○            | ○          |
| 金沢中野 | 字小井戸ケ沢 | ○    | ○            | ○          |
| 金沢中野 | 字小長持     | ×    | ○            | ×          |
| 金沢中野 | 字小堤沢     | ○    | ○            | ○          |
| 金沢中野 | 字上袖ケ沢   | ○    | ○            | ○          |
| 金沢中野 | 字上矢来沢   | ○    | ○            | ○          |
| 金沢中野 | 字厨川       | ○    | ○            | ○          |
| 金沢中野 | 字西法寺     | ○    | ○            | ○          |
| 金沢中野 | 字川原保     | ○    | ○            | ○          |
| 金沢中野 | 字沢小路     | ○    | ○            | ×          |
| 金沢中野 | 字中森       | ○    | ○            | ×          |
| 金沢中野 | 字長持       | ○    | ○            | ○          |
| 金沢中野 | 字長持山     | ○    | ○            | ○          |
| 金沢中野 | 字天井ケ沢   | ○    | ○            | ○          |
| 金沢中野 | 字湯森       | ○    | ○            | ○          |
| 金沢中野 | 字南十二所   | ×    | ○            | ○          |
| 金沢中野 | 字白石山     | ○    | ○            | ○          |
| 金沢中野 | 字白石沢     | ○    | ○            | ○          |
| 金沢中野 | 字八幡平     | ○    | ○            | ○          |
| 金沢中野 | 字蛭沢       | ○    | ○            | ○          |
| 金沢中野 | 字物見       | ○    | ○            | ○          |
| 金沢中野 | 字保土森     | ○    | ○            | ×          |
| 金沢中野 | 字法華塚     | ×    | ○            | ×          |
| 金沢中野 | 字北十二所   | ○    | ○            | ○          |

## 歴史
正保4年（1647年）の『出羽国知行高目録 下』によれば、金沢村として記載があるが、これに対応する『出羽一国御絵図』には金沢村は金沢前郷、金沢中野村は前郷ノ内中野村とあり、この時点で村名がどの程度の範囲を指しているのかは不明確である。
享保8年（1723年）の『仙乏郡群境本村支村御高共調帳』によれば、金沢中野村は家数53軒、当高917石余、枝郷に十二所村（家数1軒）・八木沢村（同1軒）・新小屋村（同4軒、内寺2ヶ寺）・十文字村（同5軒、内寺1ヶ寺）・沢村（同1軒）とある。金沢中野新田村は、延宝7年（1679年）の検地で金沢中野村からの独立村として認められた新田村で、家数19軒、当高99石余、枝郷に十二所村（家数1軒）がある。

### 沿革
- 1873年（明治6年）2月 - 秋田県第5大区小7区に属する[14]。
- 1876年（明治9年） - 金沢中野村が金沢中野新田村を合併し、金沢中野村となる[14]。
- 1879年（明治12年）12月24日 - 金沢小学校の前身となる「格知学校」が創立[15]。
- 1889年（明治22年）4月1日 - 町村制施行に伴い、金沢村・金沢本町村・金沢中野村・安本村・野荒町村が合併し、金沢村となる[16]。〈旧〉金沢村は金沢村大字金沢中野となる[6]。
- 1897年（明治30年） - 町制施行して金沢町となる[17]。金沢町大字金沢中野となる[6]。
- 1956年（昭和31年）9月30日 - 金沢町が横手市に編入。横手市金沢中野となる[6]。
- 2016年（平成28年）3月31日 - 金沢小学校が閉校[18]。
- 2017年（平成29年）3月 - 旧金沢小学校校舎に、横手市総合交流促進施設「金沢孔城館（金沢公民館）」が開館。

## 世帯数と人口
2020年（令和2年）10月1日現在の世帯数と人口は以下の通りである。
| 大字     | 小字       | 世帯数  | 人口  |
| -------- | ---------- | ------- | ----- |
| 金沢中野 | 字立石     | 21世帯  | 49人  |
| 金沢中野 | 字田町     | 6世帯   | 15人  |
| 金沢中野 | 字厨川     | 55世帯  | 154人 |
| 金沢中野 | 字根小屋   | 38世帯  | 108人 |
| 金沢中野 | 字長持     | 35世帯  | 105人 |
| 金沢中野 | 字物見     | 51世帯  | 151人 |
| 金沢中野 | 字湯森     | 25世帯  | 109人 |
| 金沢中野 | 字下矢来沢 | 1世帯   | 24人  |
| 金沢中野 | 字三貫堰   | 28世帯  | 98人  |
| 金沢中野 | 字白石沢   | 31世帯  | 94人  |
| 金沢中野 | 字西法寺   | 33世帯  | 110人 |
| 計       | 計         | 297世帯 | 953人 |

### 人口・世帯数の推移
以下は国勢調査による1995年（平成7年）以降の人口の推移。
| 年                 | 人口  |
| ------------------ | ----- |
| 1995年（平成7年）  | 1,294 |
| 2000年（平成12年） | 1,234 |
| 2005年（平成17年） | 1,153 |
| 2010年（平成22年） | 1,105 |
| 2015年（平成27年） | 1,010 |
| 2020年（令和2年）  | 953   |

以下は国勢調査による1995年（平成7年）以降の世帯数の推移。
| 年                 | 世帯数 |
| ------------------ | ------ |
| 1995年（平成7年）  | 324    |
| 2000年（平成12年） | 332    |
| 2005年（平成17年） | 330    |
| 2010年（平成22年） | 323    |
| 2015年（平成27年） | 300    |
| 2020年（令和2年）  | 297    |

## 小・中学校の学区
市立小・中学校に通う場合、学区（校区）は以下の通りとなる。
| 小字 | 小学校               | 中学校               |
| ---- | -------------------- | -------------------- |
| 全域 | 横手市立横手北小学校 | 横手市立横手北中学校 |

## 交通

### 鉄道
鉄道駅はない。最寄り駅は■奥羽本線の後三年駅。

### 道路
- 国道13号
- 奥羽山麓大規模農道（みずほの里ロード）

## 施設

### 寺社仏閣
- 神明社（安本館）[25]
祭神：天照皇大神[25]
当初は陣館に所在していたが、慶長年間の八幡神社の改築に伴い、同社の境内へと移転した。さらに、大正15年の社殿改築の際に再び移転され、八幡神社の南隣に位置する小祠に祀られている[25]。
- 八木沢神社（物見山）[25]
祭神：屋舟豊受媛命・屋舟久々奴智命・水波売命・大山祇神・宇気母智命・厳島媛命[25]
開創年代は不明であるが、後三年合戦の際に物見の兵士を置いた場所と言われる。元は字八木沢の田園部に位置していたが、文化年間に現在地へ移転し、物見の観音堂と呼ばれた。明治42年7月20日、稲荷神社の大山祇神・宇気母智命・厳島媛命を勧請し、八木沢神社と称した[25]。
- 熊野神社（字熊森）[25]
祭神：大山咋命・伊邪那美命[25]、祭日：9月9日[25]
開創年代は不明であるが、元は字根小屋に位置していたものを、金沢中学校建設のため、1954年に現在地へ移転した[26]。
- 得浄寺（字長持56番地）[27]
山号：摂取山、宗派：真宗大谷派、本尊：阿弥陀如来[27]
天文12年（1543年）、斯波郡（紫波郡）本誓寺の境内に一寺を建立したのが始まりで、天文14年（1545年）に山内村大松川大野台に移転。翌年には仙北郡畑屋村へ、元禄3年（1690年）に現在地へと移転した[27]。
- 光蓮寺（字根小屋235番地）[28]
山号：池中山、宗派：真宗大谷派、本尊：阿弥陀如来[27]
元は陣場館に位置していたが、文明10年（1478年）に現在地へと移転した[27]。

### 公共
- 金沢公園（字権五郎塚ほか）[29]
- 後三年合戦金沢資料館（字根小屋102番地4）[30]
- 総合交流促進施設「金沢孔城館」〈金沢地区交流センター〉（字長持213番地1）[31]

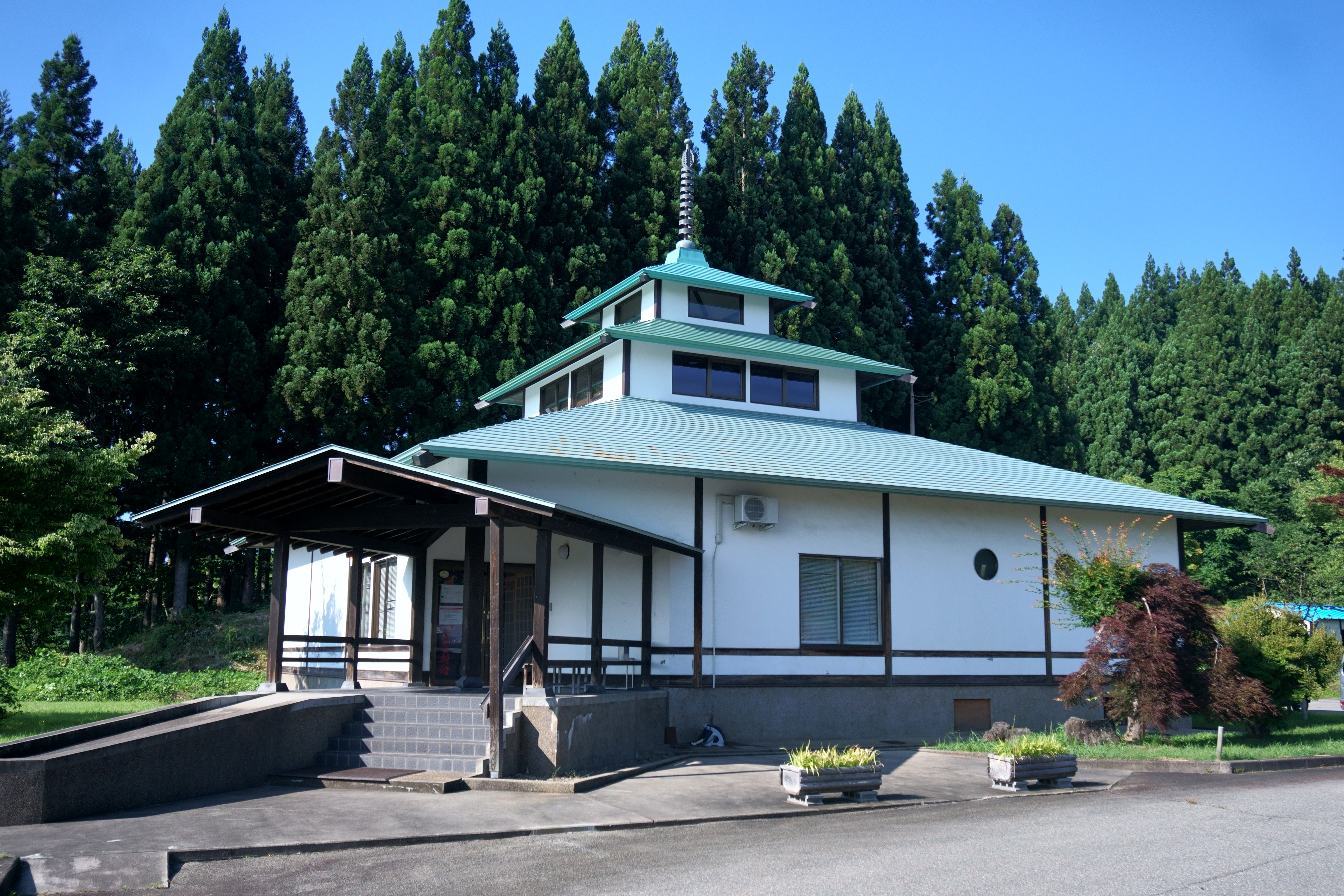
後三年合戦金沢資料館
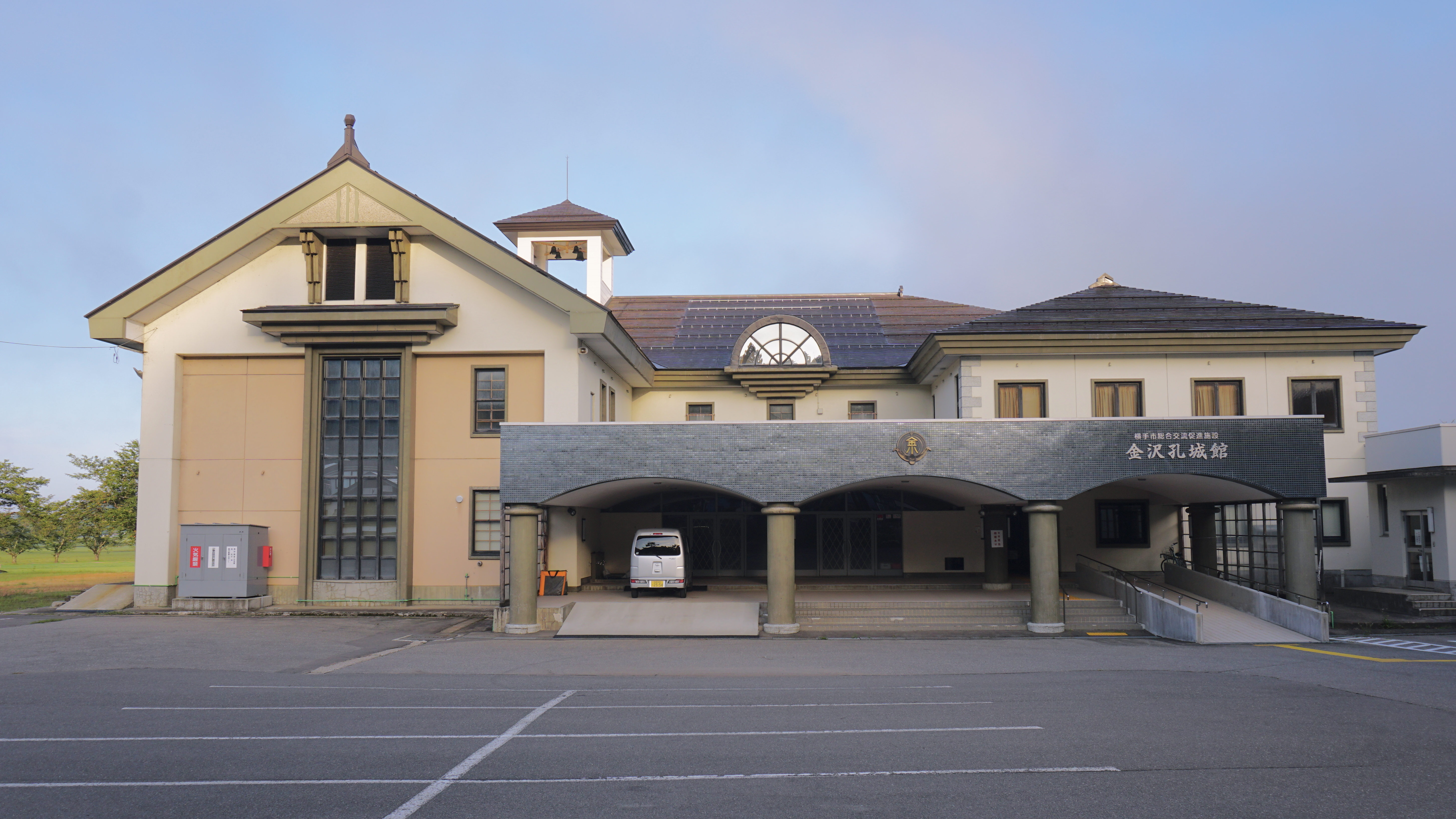
金沢孔城館